# Тип-сумма
Тип-сумма (англ. sum type; также Σ-тип, меченое объединение) — конструкция в языках программирования и интуиционистской теории типов, тип данных, построенный как дизъюнктное объединение исходных типов.
Наряду с типом-произведением является одной из важнейших форм алгебраического типа данных и одним из способов конструирования типов в интуиционистской теории типов и её вариантах. Перечисляемый тип может быть рассмотрен как вырожденная форма типа-суммы — размеченное объединение единичных типов (англ. unit types).
С точки зрения изоморфизма Карри — Ховарда, сопоставляющего типы данных и конструктивные математические доказательства, тип-сумма соответствует логической дизъюнкции.
Играют важную роль в языках семейства ML, таких как Standard ML, OCaml, Haskell и других.